# Meta von Salis

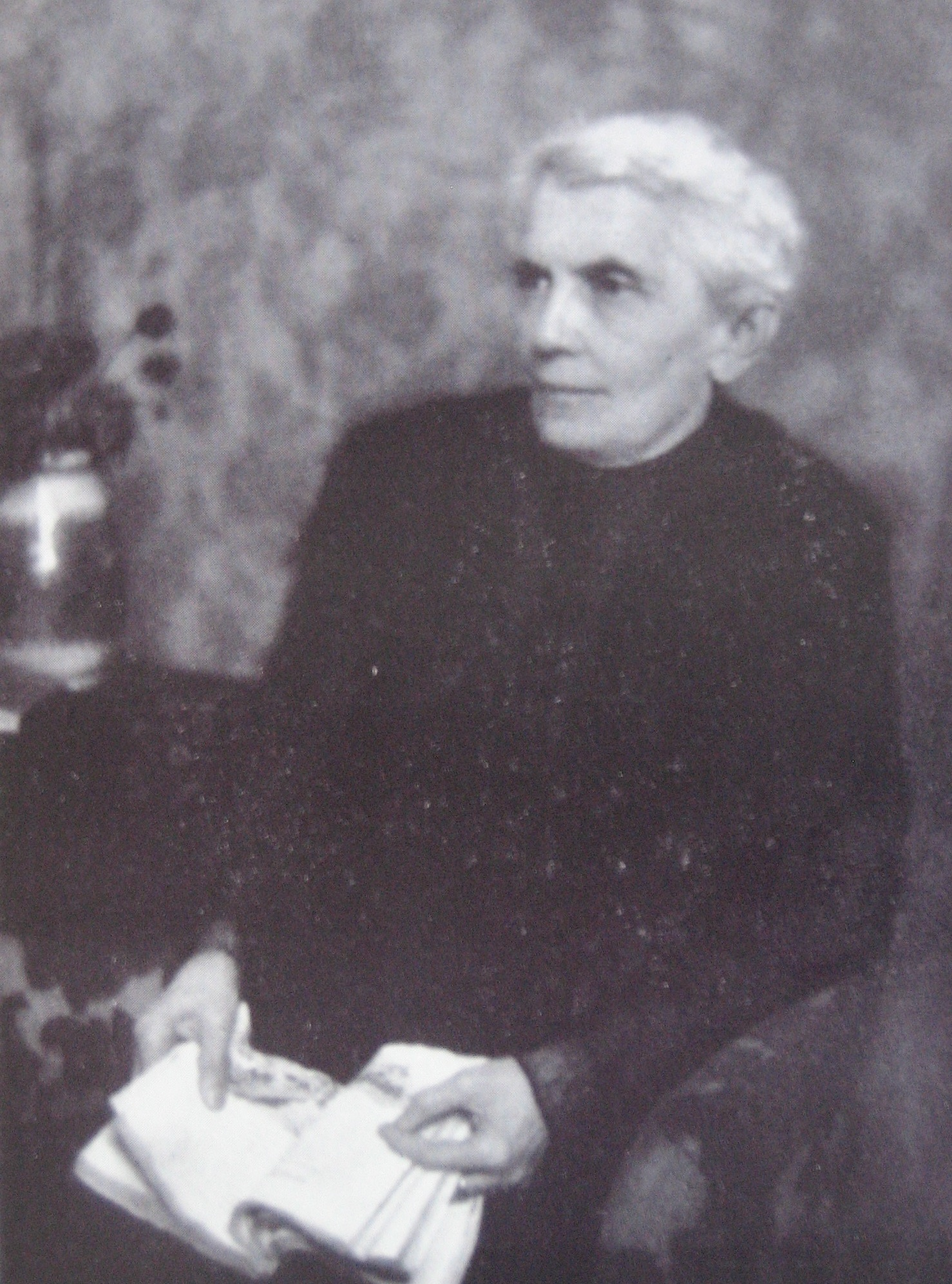
Meta von Salis-Marschlins

Barbara Margaretha von Salis-Marschlins (* 1. März 1855 auf Schloss Marschlins in Igis; † 29. März 1929 in Basel), besser bekannt als Meta von Salis, war die erste Historikerin der Schweiz, die erste Schweizerin, die an der Philosophischen Fakultät der Universität Zürich promoviert wurde, eine der bekanntesten Frauenrechtlerinnen und eine Kämpferin für das Frauenstimmrecht in der Schweiz. Daneben war sie eine passionierte Philosophin und Brieffreundin von Friedrich Nietzsche sowie seiner Schwester Elisabeth Förster-Nietzsche.

## Leben und Werk

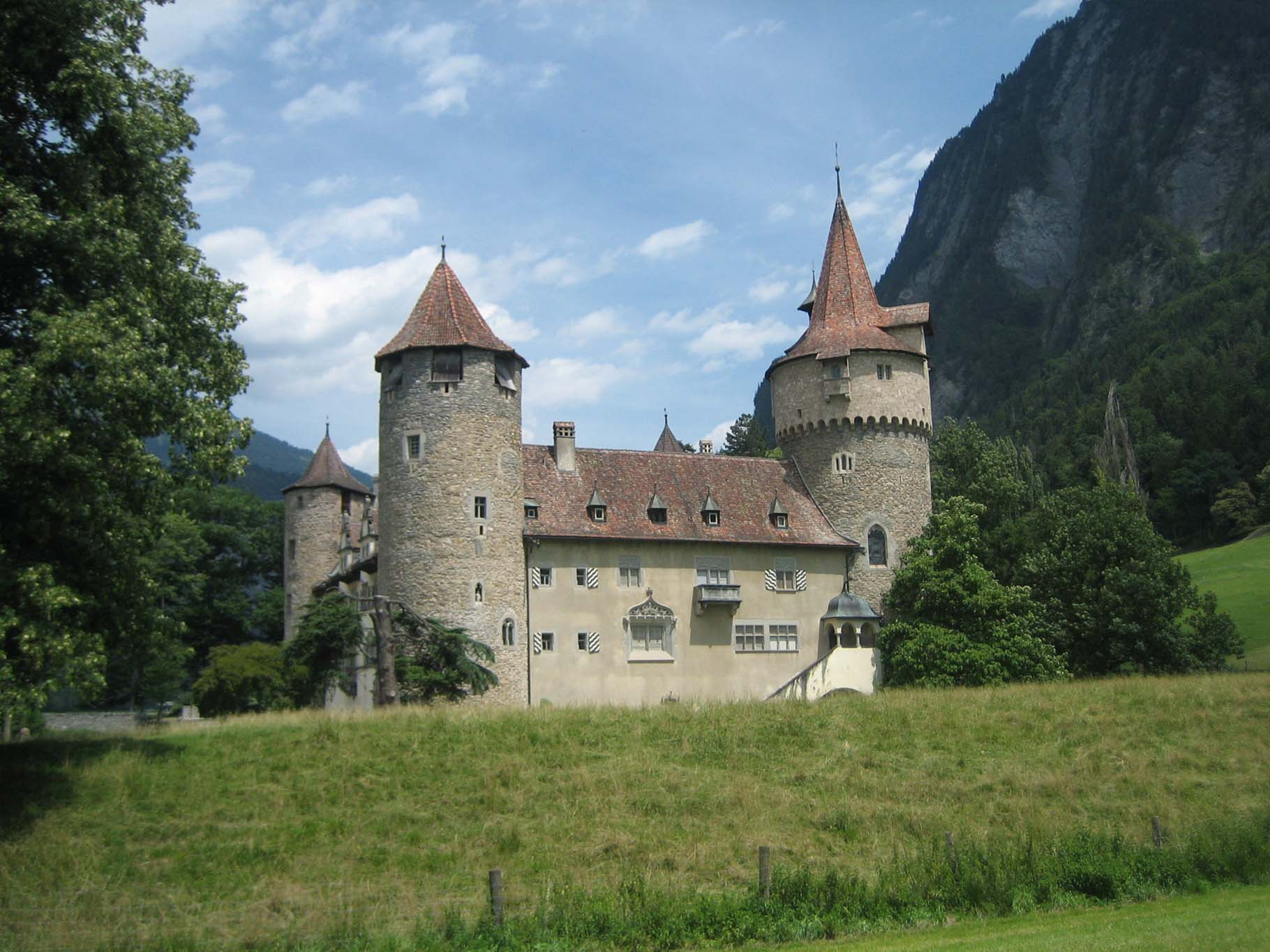
Schloss Marschlins

Barbara Margaretha „Meta“ von Salis-Marschlins entstammte der alten Bündner Adelsfamilie der von Salis und wuchs im elterlichen Schloss Marschlins auf. Gemäss dem konservativen Erziehungsideal ihres Vaters besuchte sie typische Mädchenpensionate. Nach ihrer Ausbildung in den von ihr so genannten Hausfrauen-Züchtungsanstalten bildete sie sich autodidaktisch weiter und beschloss als junge Frau, Erzieherin zu werden, damals eine der wenigen Erwerbsmöglichkeiten für Frauen aus der Oberschicht. Ab 1883 studierte sie als erste Frau in der Schweiz an der Universität Zürich Geschichte, Philosophie und Kunstgeschichte sowie Jurisprudenz. 1887 wurde sie mit einer Dissertation über  Agnes von Poitou von der Philosophischen Fakultät promoviert und damit die erste «Frau Doktor» des Kantons Graubünden. Im selben Jahr wurde Emilie Kempin-Spyri auch von der Juristischen Fakultät promoviert. Danach arbeitete von Salis als freie Journalistin und Publizistin.

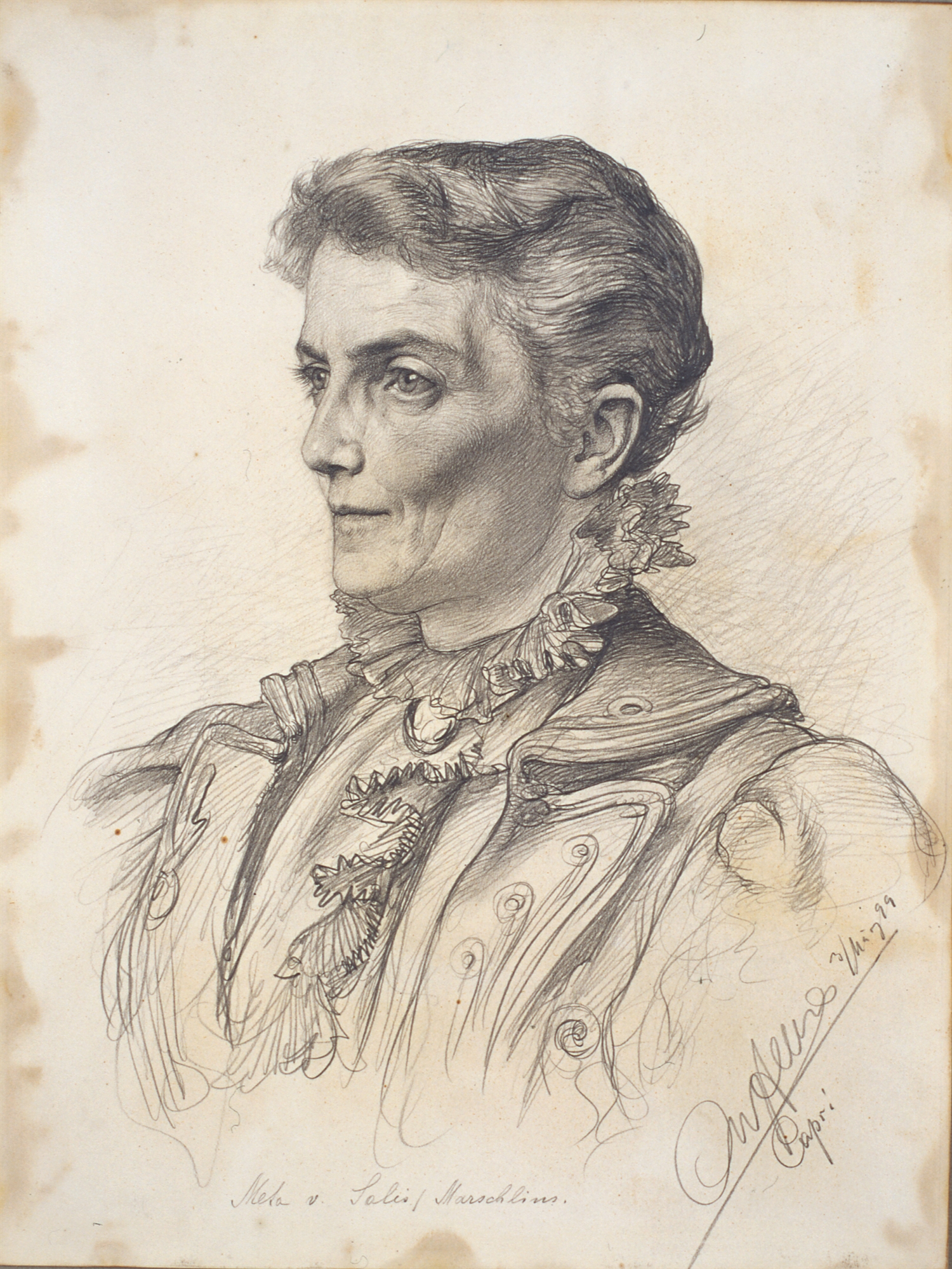
Meta von Salis 1899

Als Frauenrechtlerin auf sich aufmerksam machte sie zuerst 1886 mit dem lyrischen Pamphlet Die Zukunft der Frau. Mehr Beachtung fand ein Artikel in der liberalen Tageszeitung Züricher Post vom 1. Januar 1887: unter dem Titel Ketzerische Neujahrsgedanken einer Frau forderte sie dort, zum ersten Mal in der deutschsprachigen Schweiz, das politische Stimm- und Wahlrecht auch für Frauen. Bekannt machte sie ausserdem ihre Tätigkeit als Vortragsrednerin, unter anderem eine Vortragsreihe des Jahres 1894 mit dem Titel Frauenstimmrecht und die Wahl der Frau. Im Vortrag findet sich folgende Aussage:

«Solange der Mann die Gleichberechtigung der Frau im Staate nicht anerkennt, ihre Mündigkeit nicht eine Tatsache ist, bleibt sie allen Zufällen des Schicksals preisgegeben. Entweder gleiche Gesetze, gleiche Rechte, gleiche Pflichten und Strafen, unparteiische Richter, oder der moralische und physische Niedergang der Menschheit nimmt unerbittlich seinen Fortgang!»

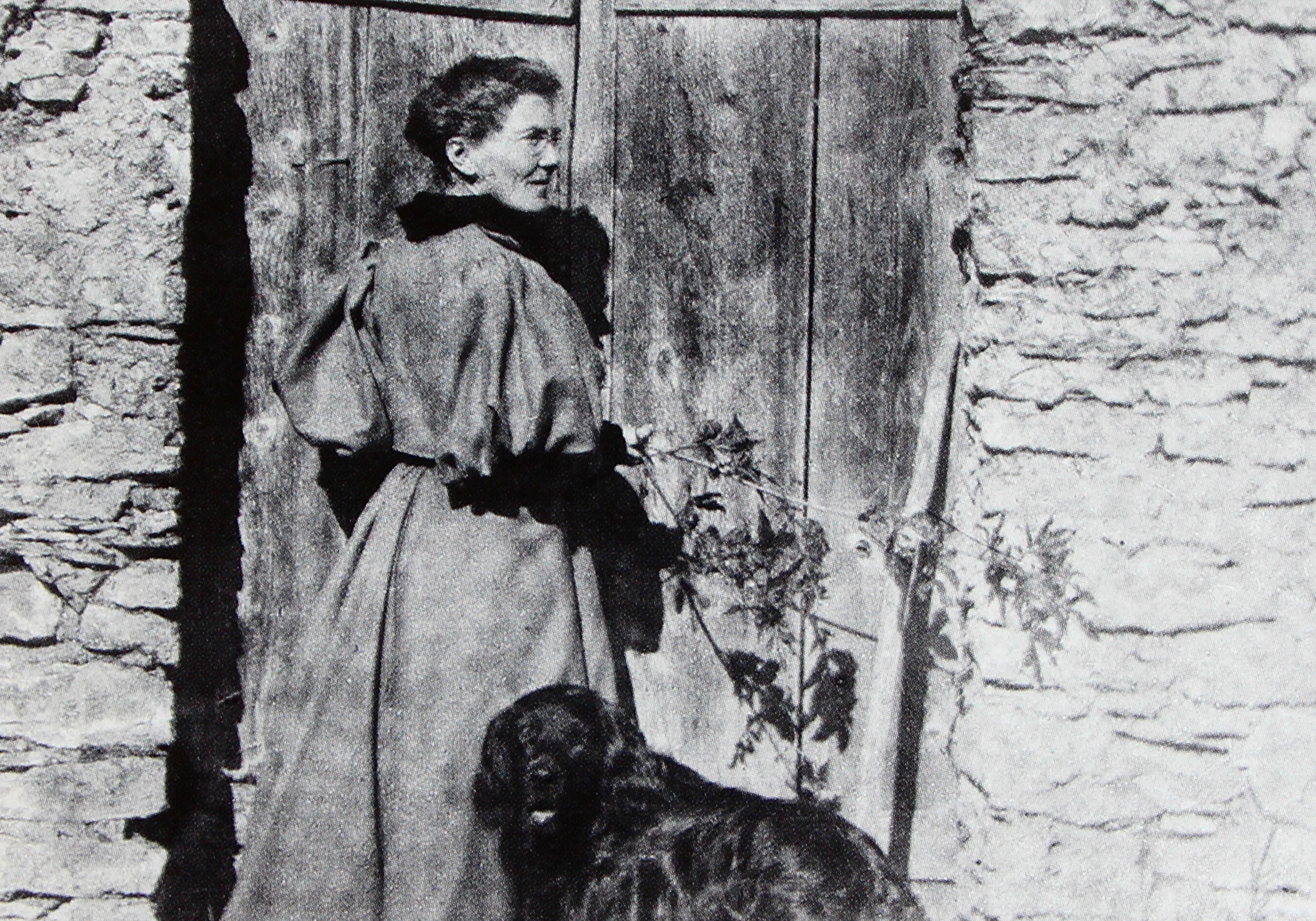
Von Salis mit ihrem Lieblingshund «Bruce» beim Eingang zu den «Oberen Gärten» von Schloss Marschlins

Neben der politischen Gleichberechtigung forderte Meta von Salis insbesondere die rechtliche Gleichstellung der Frau. Sie kritisierte die Tatsache, dass die Frau im schweizerischen Recht nicht als mündige Person anerkannt wurde, jedoch trotzdem wie eine solche vor Gericht verurteilt werden konnte. Auch literarisch setzte sie sich in Gedichten und Romanen mit der Benachteiligung von Frauen auseinander, etwa in den Romanen Die Schutzengel (1889) und Furchtlos und treu (1891).
Grosse Aufmerksamkeit erregte ihr publizistischer Einsatz für die Zürcher Ärztin und Frauenrechtlerin Caroline Farner, die 1892 wegen angeblicher Unterschlagung sieben Wochen in Untersuchungshaft verbrachte und währenddessen einer öffentlichen Rufmordkampagne ausgesetzt war. Die juristische Rehabilitierung vermochte sie zwar zu erkämpfen (Farner wurde 1893 freigesprochen), wurde aber im Anschluss daran selbst vom unterlegenen Richter in einen Ehrverletzungsprozess verwickelt und 1894 zu einer – wenn auch eher symbolischen – Gefängnisstrafe verurteilt.

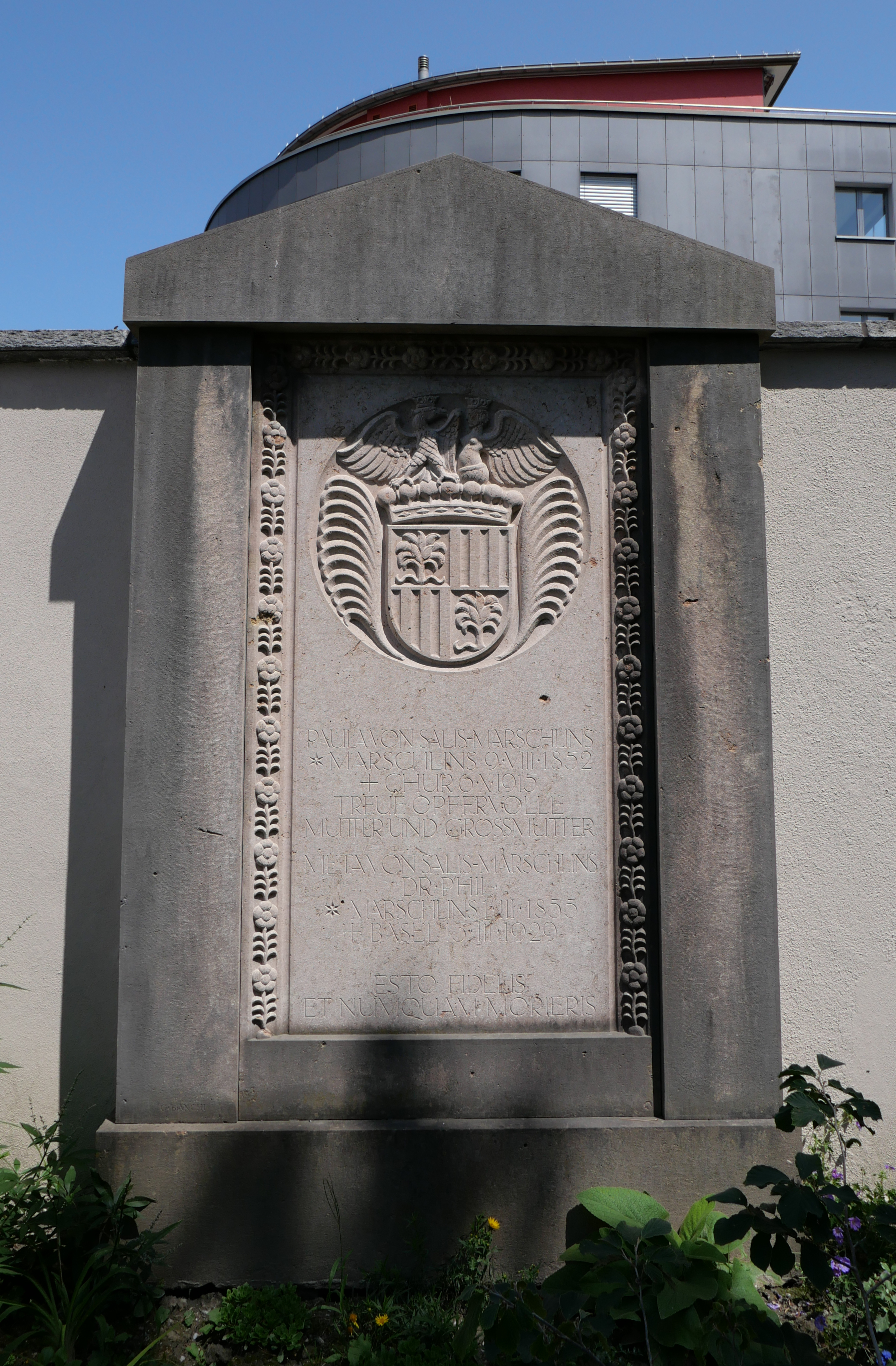
Das Grab von Meta von Salis und ihrer Schwester Paula (1852–1915) auf dem Friedhof Daleu in Chur.

Nach diesem Rückschlag zog sie sich stärker ins Privatleben zurück. 1904 wanderte sie zusammen mit ihrer Lebenspartnerin Hedwig Kym nach Capri aus und lebte auch nach deren Heirat mit Ernst Feigenwinter im Jahr 1910 bis zu ihrem Tod in Basel mit ihr im selben Haushalt zusammen. Hedwig Kyms Eheschliessung, die für alle Bekannten überraschend kam, hatte Meta von Salis sehr irritiert. Vor ihrer Beziehung zu Hedwig Kym (1860–1949) unterhielt Meta von Salis jahrelang eine Liebesbeziehung zu Theophanie Schücking (1850–1903), die abrupt endete, weil diese von ihrem Vater Levin Schücking für dessen eigene Pläne beansprucht wurde, wogegen sich die Tochter vergeblich aufzulehnen versucht hatte.
Meta von Salis hatte Friedrich Nietzsche 1884 persönlich kennengelernt und zeigte sich nach dessen geistigem Tod als grosszügige Gönnerin des Nietzsche-Archivs. So kaufte sie 1897 für ihre Freundin Elisabeth Förster-Nietzsche die «Villa Silberblick» in Weimar, die als Sitz des Archivs diente. Nach eigenmächtigen Umbaumassnahmen Förster-Nietzsches am Gebäude zerstritten sich die beiden Frauen aber, und von Salis verkaufte das Haus an den Nietzsche-Verwandten Adalbert Oehler, von dem es Förster-Nietzsche später selbst erwerben konnte. Als Bewunderin Nietzsches veröffentlichte Meta von Salis 1897 zudem das erfolgreiche Buch Philosophie und Edelmensch über ihre Begegnungen mit dem Philosophen.
Meta von Salis war eine ausgeprägte Individualistin; der zeitgenössischen Frauenbewegung misstraute sie eher. Ausser im Fall der Frauenrechte vertrat sie in allen übrigen sozialpolitischen Fragen dezidiert konservative und aristokratische Ansichten. Sie publizierte in den 1920er Jahren regelmässig in den Schweizerischen Monatsheften für Politik und Kultur. Nach der verlorenen Rechtsstreitigkeit von 1894 wandte sie sich vom Kampf für die Frauenrechte ab und interessierte sich nun stärker für die Rassentheorien Arthur de Gobineaus. Bestärkt wurde sie in ihrem deutsch-nationalen Bewusstsein durch die Lektüre der Briefe von Heinrich von Treitschke. In ihren späten Schriften war sie geprägt von deutsch-nationalen und rassistischen Vorstellungen. Mit ihrem Tod 1929 ist die Linie der von Salis-Marschlins erloschen.

## Werke (Auswahl)
- Gedichte. Schmidt, Zürich 1881.
- Unter neuen Fahnen. Weibliche Studenten. In: Thurgauer Zeitung. 1884.
- Die Zukunft der Frau. Buchholz & Werner, Zürich/München 1886.
- Agnes von Poitou, Kaiserin von Deutschland. Eine historisch-kritisch-psychologische Abhandlung. Dissertation, Universität Zürich. Zürich 1887.
- Die Schutzengel. Roman. Merhoff, München 1889.
- Furchtlos und treu. Roman. Merhoff, München 1891.
- Der Prozess Farner-Pfrunder in Zürich. Nach den Akten und nach dem Leben mitgeteilt. Ostschweiz, St. Gallen 1893.
- Zur Verständigung: Ein Versuch. Rischmüller & Meyn, München 1894.
- Philosoph und Edelmensch. Ein Beitrag zur Charakteristik Friedrich Nietzsches. Naumann, Leipzig 1897; Wissenschaftlicher Verlag, Schutterwald/Baden 2000.
- Auserwählte Frauen unserer Zeit. 2 Bände. Selbstverlag, Marschlins/Basel 1900/1909.
- Aristokratika. Arnold Bopp, Zürich 1902.
- Aristokratika II. Arnold Bopp, Zürich 1909.
- Gemma: Erinnerungen an Baronin Emma von Wöhrmann. Basel 1918.
- Erinnerungen. Selbstverlag, Basel [zwischen 1916 und 1919].
- Meta von Salis-Marschlins: Autobiografie „Aus meinem Leben“, Gedichte, feministische Schriften. Hrsg. von Doris Stump. Thalwil/Zürich 1988.